# Norbert Sprongl
Norbert Sprongl (* 30. April 1892 in Obermarkersdorf; † 26. April 1983 in Mödling) 
war ein österreichischer Komponist.

## Leben

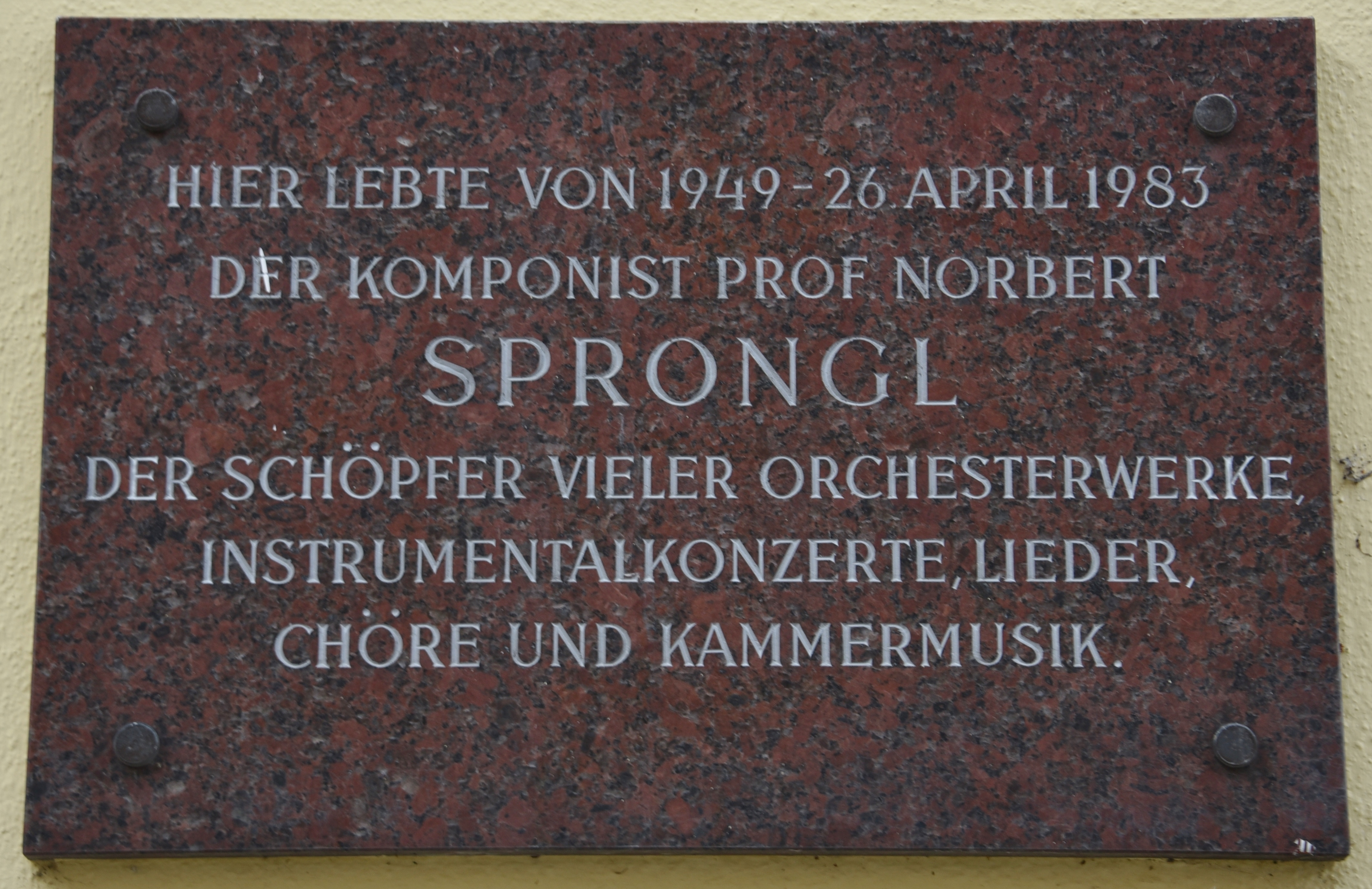
Gedenktafel in seiner Heimatstadt Mödling in der Pfarrgasse

Nach Abschluss einer pädagogischen Ausbildung in Graz arbeitete Norbert Sprongl von 1911 bis 1945 als Lehrer.
Im Jahr 1915 begann er in Wien ein nebenberufliches Studium an der Wiener Musikakademie. Er studierte dort Klavier, Musikgeschichte und bei Joseph Marx das Fach 
Komposition. Seit seinem Ruhestand war Sprongl als freiberuflicher Komponist und Kompositionslehrer in Mödling tätig, wo er Mitglied im Mödlinger Künstlerbund war. 1959 gründete Sprongl die Arbeitsgemeinschaft der Niederösterreichischen Komponisten, die er bis ins hohe Alter leitete (1972) und aus der 1989 unter seinem Nachfolger Ferdinand Weiss die „INÖK – Interessengemeinschaft Niederösterreichischer Komponisten“ hervorgegangen ist. 
Norbert Sprongl schuf mehr als 200 Werke, darunter vier Sinfonien, Kammer- und Klaviermusik, mehrere Instrumentalkonzerte und zahlreiche Lieder.
Sein Kompositionsstil ist freitonal mit dissonanzenreicher Harmonik. Angeregt durch den ihm freundschaftlich verbundenen Vinzenz Hladky schrieb Sprongl auch einige Werke für Zupfinstrumente.

## Ehrungen und Auszeichnungen
- 1956: Berufstitel Professor
- 1962: Kulturpreis (Niederösterreich)[1]
- 1962: Ehrenring der Stadt Mödling
- 1967: Goldenes Ehrenzeichen für Verdienste um das Bundesland Niederösterreich
- 1968: Österreichisches Ehrenkreuz für Wissenschaft und Kunst
- 1970: Ehrenmedaille der Bundeshauptstadt Wien in Silber
- 1971: Mozartmedaille durch die Mozartgemeinde Wien[2]

## Werke (Auswahl)
- Fünf Lieder op. 6 (1931)
- Fünf Lieder op. 29 nach Texten von Otto Julius Birnbaum (1937)
- Vier sinfonische Tänze für Orchester op. 93
- Trio für Flöte, Mandoline und Gitarre op. 94 Nr. 1
- Sonate für Kontrabass und Klavier Nr. 2 op. 132
- Konzert für Klavier und Orchester Nr. 3 op. 97
- Konzert für Klavier und Orchester Nr. 4 op. 100
- Konzert für Klavier und Orchester Nr. 5 op. 165
- Konzert für Violine und Orchester Nr. 2 op. 155
- Tanzsuite für Zupforchester
- Serenade für Mandoline und Gitarre